# Neotalus
Neotalus is een geslacht van kevers uit de familie van de loopkevers (Carabidae). De wetenschappelijke naam van het geslacht is voor het eerst geldig gepubliceerd in 2002 door Will.

## Soorten
Het geslacht Neotalus is monotypisch en omvat slechts de volgende soort:
- Neotalus portai (Straneo, 1941)